# Fernando Ocáriz Braña
Fernando Ocáriz Braña (Parigi, 27 ottobre 1944) è un presbitero e teologo spagnolo.
Già vicario ausiliare dell'Opus Dei, il 23 gennaio 2017 è stato nominato da papa Francesco prelato dell'Opus Dei, a seguito del congresso elettorale della prelatura, indetto dallo stesso Ocáriz alla morte di Javier Echevarría. Autore di vari libri di teologia, filosofia e spiritualità, è anche consultore della Congregazione per la Dottrina della Fede, della Congregazione per il clero e del Pontificio consiglio per la promozione della nuova evangelizzazione.

## Biografia
È nato a Parigi il 27 ottobre 1944, il più giovane di otto fratelli, in una famiglia di esuli repubblicani fuggiti dalla Spagna durante la guerra civile spagnola. Suo padre José Ocáriz Gómez era veterinario militare e sua madre María-Dolores Braña.
Ha studiato fisica all'Università di Barcellona, ha ottenuto la laurea in teologia presso l'Università Lateranense nel 1969 e il dottorato in teologia presso l'Università di Navarra nel 1971. È stato ordinato sacerdote quello stesso anno.
È stato uno dei professori che diedero inizio, nel 1984, alla Pontificia Università della Santa Croce in cui è stato professore ordinario di Teologia Fondamentale.
Dal 1986 è consultore della Congregazione per la Dottrina della Fede. È anche membro dell'Accademia Pontificia di Teologia dal 1989.
Il 23 aprile 1994 è stato nominato vicario generale della prelatura dell'Opus Dei e dal 9 dicembre 2014 è stato vicario ausiliare. Dal 16 gennaio 1998 è stato vice gran cancelliere della Pontificia Università della Santa Croce. Con la nomina a prelato dell'Opus Dei, ne è diventato gran cancelliere. Nel 2009 ha fatto parte della commissione bilaterale per il dialogo tra la Santa Sede e la Fraternità San Pio X.
Il 23 gennaio 2017 viene nominato da papa Francesco prelato dell'Opus Dei.
Ha scritto numerosi saggi di filosofia e teologia in diverse lingue, specialmente nell'area della filosofia della storia e della cristologia.

## Opere
- La Chiesa, mondo riconciliato, Ares 2014
- Amar con obras: a Dios y a los hombres  Ediciones Palabra 2015
- God as Father, Scepter, 1998
- Delimitación del concepto de tolerancia y su relación con el principio de libertad, Scripta Theologica 27 (1995) 865-884
- Il beato Josemaría Escrivá di Balaguer e la teologia, Romana 9 (1993) 264-274; Divinitas 38 (1994) 107-119
- The Mystery of Jesus Christ: A Christology and Soteriology textbook, Four Courts Press, Blackrock 1994
- Vocazione alla santità in Cristo e nella Chiesa, Ateneo Romano della Santa Croce. Santità e Mondo. Atti del Convegno teologico di studio sugli insegnamenti del beato Josemaría Escrivá (Roma, 14-14 ottobre 1993) Città del Vaticano 1994, 27-42
- Dichiarazione Mysterium Ecclesiae, 24. 6. 1973: Testo e commenti, Congregazione per la dottrina della fede, commenti F. Ocáriz, S. Nagy, Lib. Ed. Vat., Vaticano 1993
- L'Opus Dei nella Chiesa: ecclesiologia, vocazione, secolarità; P. Rodríguez, F. Ocáriz, J.L. Illanes, Casale Monferrato 1993
- "La Rivelazione in Cristo e la consumación escatológica della storia e del cosmos", in Izquierdo, C.; Alviar, J. J.; Balaguer, V.; González-Alió, J. L.; Pons, J. M.; Zumaquero, J. M. (a cura di.), Dios en la palabra y en la historia. XIII Simposio Internacional de Teología de la Universidad de Navarra, Pamplona 1993, 377-385
- La vocazione all'Opus Dei come vocazione nella Chiesa : introducción eclesiológica a la vida y el apostolado del Opus Dei, Pedro Rodríguez, Fernando Ocáriz, José Luis Illanes, Rialp, Madrid 1993, p. 135-198
- Questioni di teologia fondamentale, Ateneo Romano della Santa Croce, Roma 1993
- Questioni su tradizione e magistero, dispense ad uso degli studenti, Ateneo Romano della Santa Croce, Roma 1993
- Vivir como hijos de Dios. Estudios sobre el Beato Josemaría Escrivá, Eunsa, Pamplona 1993
- L'Opus Dei nella Chiesa: ecclesiologia, vocazione, secolarità, Piemme, Casale Monferrato 1993
- "Sul primato teologico della S. Scrittura secondo S. Tom. d'Aquino", In Storia del tomismo (fonti e riflessi), Atti dell'IX Congresso tomistico internazionale, Lib. Ed. Vat., Vaticano 1992, S. 7-12
- Teologia Fondamentale I, Ateneo Romano della Santa Croce, Roma 1992
- Il prelato dell'Opus Dei è vescovo: significato ecclesiale e teologico dell'ordinazione, Studi Cattolici 35 (1991) 22-29
- Teologia Fondamentale (Prima Parte), Roma 1991
- El misterio de Jesucristo. Lecciones de cristología y soteriología, EUNSA, Pamplona 1991; 1993
- Tomás Di Aquino, anche oggi, resp. C. Fabro, F. Ocáriz, C. Vansteenkiste, A. Livi, Ed. Università di Navarra, ed. 2: Pamplona 1990
- "La competenza del Magistero della Chiesa «in moribus»", in Pontificio Istituto Giovanni Paolo II per Studi il suo Matrimonio e Famiglia Università Lateranense. Centro Accademico Romano della Santa Croce Università diedi Navarra, «Humanae Vitae» 20 Anni Dopo. Atti Del II Congresso Internazionale di Teologia Morale (Roma, 9-12 novembre 1988), Milano 1989, p. 125-138
- La nota teologica dell'insegnamento dell'«Humanae vitae» sulla contraccezione, Anthropotes 4 (1988) 25-44
- María e La Trinidad, Scripta Theologica 20 (1988) 771-798
- La mediazione materna (Riflessione teologica sull'Enc. Redemptoris Mater), Romana III/5 (1987) 311-319
- "La filiación divina, realidad central en la vida y en la enseñanza de Mons. Escrivá de Balaguer", in Mons. Josemaría Escrivá de Balaguer y el Opus Dei. En el 50 aniversario de su fundación, Scripta Theologica Vol. 13 Núm. 2-3 (1981) 513-552
- "Partecipazione dell'essere e soprannaturale", In Essere e libertà, Studi in onore di Cornelio Fabro, Rimini 1984, S. 141-154
- "Lo Spirito Santo e la libertà dei figli diedi Diede", in Atti del Congresso Internazionale di Pneumatologia, Lib. Ed. Vaticana 1982, 1239-1251
- "L'elevazione soprannaturale come re-avviamento in Cristo", in AA. VV., Prospettive Teologiche Moderne, Libreria Editrice Vaticana, 1981, (Atti dell'VIII Congresso Tomistico Internationale; Studi Tomistici, 13), 281-292
- El marxismo: teoría y práctica de una revolución, ed. 5: Madrid 1980
- "Prospettive per uno sviluppo teologico della partecipazione soprannaturale e del suo contenuto essenzialmente trinitario", in Atti del Congresso Internazionale n. 3 Napoli 1979, 183-193
- Amor a Dios, amor a los hombres, ed.4: Madrid 1979
- Filiación divina, GranEncRialp X (1979) 116-118
- Il Marxismo: ideologia della rivoluzione, Ares, Milano 1977
- Introducción al marxismo, Prensa española, EMESA, Barcellona 1976
- "La Santísima Trinidad y el Misterio de nuestra Deificación...", Scripta Theologica 6 (1974) 363-390
- Hijos de Dios en Cristo. Introducción a una teología de la participación sobrenatural, Pamplona 1972
- Hijos de Dios en Cristo, Pamplona 1969